# BCF příze
BCF (bulked continoues filament) příze je objemová příze z multifilamentů zkadeřených speciální technologií. Označení BCF se někdy používá pro všechny kobercové příze vyrobené z filamentů.

## Historie výroby BCF příze
První patent na BCF příze byl zveřejněn v roce 1958 (US2852906A), podle něj firma DuPont vyrobila a v roce 1959 přinesla na trh BCF přízi z polyamidových filamentů.
V roce 2009 obnášela výroba kobercových BCF přízí 1,7 miliónů tun, v roce 2023 se odhadovala  celosvětová výrobní kapacita na 2,5 milionů tun  a výnos z prodeje příze na 14 miliard USD. Za největšího výrobce se považovala turecká firma Gülsan Holding s kapacitou 110 ročních kilotun.

## Technologie výroby
Princip tvarování spočívá ve zkadeření stlačeným vzduchem v pěchovací komoře a chlazení příze na speciálním bubnu.
V 21. století se tvarování zpravidla napojuje na zvlákňování polymerních materiálů, takže kontinuální proces probíhá v následujících fázích:
- Granuláty se zpracovávají  tavným zvlákňováním  a  dlouží (1,5 – 4x) na jemnost filamentů 2,5-40 dtex.
- Filamenty se zahřívají podávacími válci a vedou do pěchovací komory, kde se zkadeří působením horkého vzduchu nebo páry pod tlakem 10 barů.
- Zkadeřené filamenty se kladou na chladicí buben a vedu následujícími dvěma páry válců, mezi kterými se pramen filamentů zhušťuje a jednotlivé filamenty vzájemně proplétají (s pomocí proudu vzduchu).
- Hotová příze se navíjí na cívky (Ø max 320 mm) rychlostí do 3700 m/min.[2]

### Výrobní zařízení
Zvlákňovací a tvarovací agregáty se stavějí v několika variantách, v 21. století sestává standardní konstrukce ze 2 až 8 výrobních linek vedle sebe. Jednotlivé pasáže jsou umístěny nad sebou tak, že celé zařízení má tvar věže s výškou do 15 metrů instalované na ploše asi 10 x 10 metrů. Výroba postupuje od extruze granulátu na nejvyšším bodu věže až k navíjení příze na cívky (nejčastěji 3 vývody na výrobní linku) v přízemí. 
Zařízení je specializované na zpracování jednoho ze tří materiálů: Polyester, polyamid a polypropylen s možností barvení ve vlákenné tavenině ve 3 barvách a případné mísení barevných filamentů před tvarováním. Výsledné příze se dají vyrábět v jemnostech 60 až 400 tex s maximálním počtem jednotlivých filamentů do 360.
Hodinový výkon zařízení se udává v kg na koncový vývod: od 11,5 (polyesterová vlákna PET 60 tex) do 47 (polypropylenová vlákna PP 300 tex)

## Vlatnosti a použití příze
BCF příze mají značnou, trvalou objemnost, podobný vzhled jako staplové příze, jsou pružné, prodyšné, nežmolkují a nenabíjí se snadno statickou elektřinou. 
Příze jsou určeny skoro výhradně k použití jako vlasová výplň všívaných koberců.